# Arnaldo Ribeiro
Arnaldo Ribeiro, auch Dom Arnaldo, (* 7. Januar 1930 in Belo Horizonte, Minas Gerais, Brasilien; † 15. Dezember 2009 ebenda) war ein brasilianischer Geistlicher und römisch-katholischer Erzbischof von Ribeirão Preto.

## Leben
Arnaldo Ribeiro, ältestes von sieben Kindern, studierte Philosophie in Belo Horizonte. Ab 1948 lebte er am Colégio Pio Brasileiro in Rom und studierte Theologie an der Päpstlichen Universität Gregoriana. Er empfing am 13. März 1954 das Sakrament der Priesterweihe in der Laterankirche. Anschließend war er Krankenhausseelsorger in Vera Cruz, später Rektor der Priesterseminare in Vera Cruz und Belo Horizonte.
Am 6. November 1975 ernannte ihn Papst Paul VI. zum Titularbischof von Sicilibba und bestellte ihn zum Weihbischof im Erzbistum Belo Horizonte. Die Bischofsweihe spendete ihm am 27. Dezember desselben Jahres in der Kathedrale Unserer Lieben Frau von den Schmerzen in Belo Horizonte der Erzbischof von Belo Horizonte, João Resende Costa SDB; Mitkonsekratoren waren José Ivo Lorscheiter, Bischof von Santa Maria, und Serafím Fernandes de Araújo, Koadjutorerzbischof in Belo Horizonte und späterer Kardinal. Von 1976 bis 1989 war er zudem Generalvikar der Erzdiözese Belo Horizonte. Er war Koordinator des Besuchs von Papst Johannes Paul II. im Jahre 1980. Von 1987 bis 1989 war er Vorsitzender der Region Ost II der brasilianischen Bischofskonferenz (CNBB) und Mitglied des Ständigen Rates der CNBB verantwortlich für die Jugendpastoral. Er war Mitglied der bischöflichen Kommission für die Übersetzung der liturgischen Bücher der CNBB.
Am 28. Dezember 1988 ernannte ihn Papst Johannes Paul II. zum Erzbischof von Ribeirão Preto. An der Verabschiedung im Stadion Ginásio da Cava do Bosque in Belo Horizonte nahmen über 10.000 Gläubige teil. Am 5. April 2006 nahm Papst Benedikt XVI. sein altersbedingtes Rücktrittsgesuch an.
Er starb an den Folgen von multiplem Organversagen im Hospital Madre Teresa in Belo Horizonte und wurde in der Kathedrale São Sebastião in Ribeirão Preto beigesetzt.